# Бањоли дел Трињо
Бањоли дел Трињо (итал. Bagnoli del Trigno) је насеље у Италији у округу Изернија, региону Молизе.
Према процени из 2011. у насељу је живело 590 становника. Насеље се налази на надморској висини од 629 м.

## Становништво
Према резултатима пописа становништва 2011. у општини је живело 772 становника.
| 1931. | 1936. | 1951. | 1961. | 1971. | 1981. | 1991. | 2001. | 2011. |
| ----- | ----- | ----- | ----- | ----- | ----- | ----- | ----- | ----- |
| 4.438 | 4.315 | 3.532 | 2.727 | 1.866 | 1.388 | 1.131 | 877   | 772   |